# Bicupola triangolare giroelongata
In geometria solida, la bicupola triangolare giroelongata è un poliedro con 26 facce che può essere costruito, come intuibile dal suo nome, allungando una bicupola triangolare, sia essa un'ortobicupola triangolare o un cubottaedro, inserendo un'antiprisma esagonale tra la due cupole triangolari che la compongono.

## Caratteristiche
Se tutte le sue facce sono poligoni regolari una bicupola triangolare giroelongata è uno dei 92 solidi di Johnson, in particolare quello indicato come J44, ossia un poliedro strettamente convesso avente come facce dei poligoni regolari ma comunque non appartenente alla famiglia dei poliedri uniformi.
Tale bicupola è uno dei cinque solidi di Johnson chirali, vale a dire che di essa esiste sia una versione sinistrorsa, sia una versione destrorsa. Nella figura qui riportata a sinistra, ogni faccia quadrata della metà inferiore destra del poliedro è connessa a una delle facce quadrate nella parte superiore a destra di essa attraverso due triangoli, nella versione con chiralità opposta, invece, una faccia quadrata della metà inferiore è sinistra è connessa, sempre attraverso due triangoli, a una faccia quadrata posta alla sua sinistra nella metà superiore. Le due forme chirali non sono considerate due solidi di Johnson diversi.

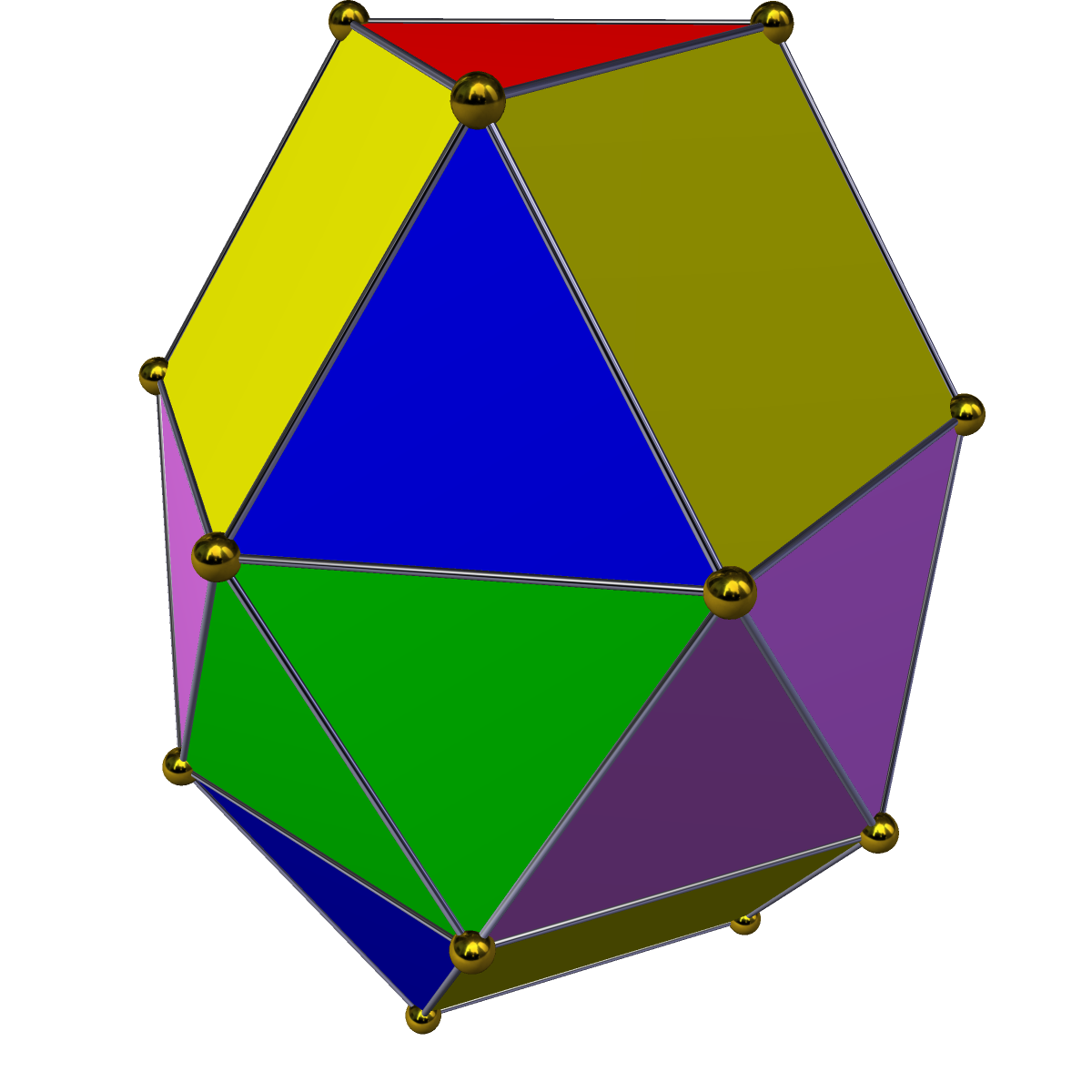
Versione destrorsa
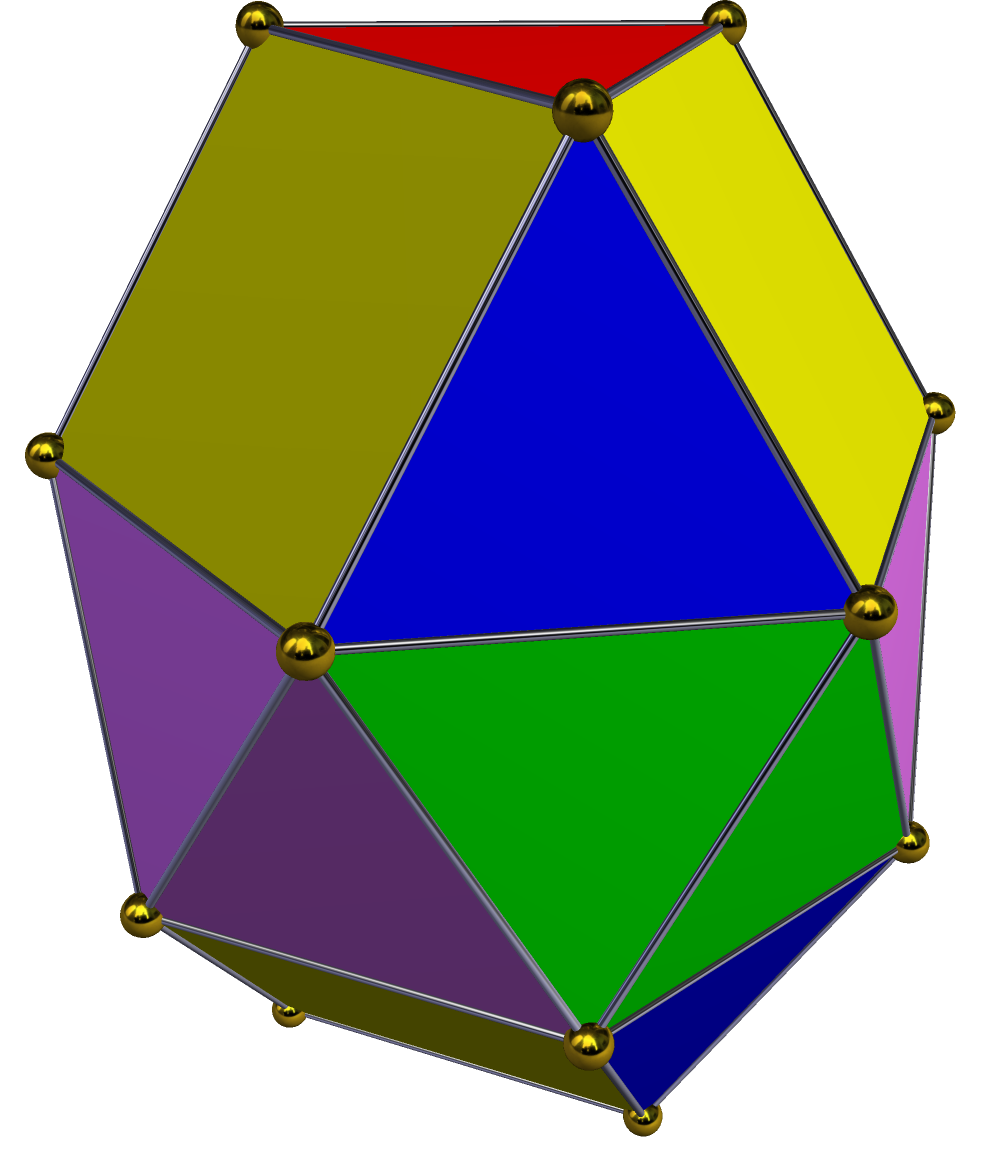
Versione sinistrorsa

Per quanto riguarda i 18 vertici di questo poliedro, su 6 di essi incidono due facce quadrate e due triangolari, mentre sugli altri 12 incidono una faccia quadrata e quattro triangolari.

## Formule
Considerando una bicupola triangolare giroelongata avente come facce dei poligoni regolari aventi lato di lunghezza {\displaystyle a}, le formule per il calcolo del volume {\displaystyle V} e della superficie {\displaystyle A} risultano essere:
{\displaystyle V={\sqrt {2}}\left({\frac {5}{3}}+{\sqrt {1+{\sqrt {3}}}}\right)a^{3}\approx 4,69456\ldots a^{3};}
{\displaystyle A=(6+5{\sqrt {3}})a^{2}\approx 14,6603\ldots a^{2}.}